# Hollywood Vampires (gruppo musicale)
Gli Hollywood Vampires sono un supergruppo rock statunitense nato a Los Angeles nel 2015. Il gruppo è stato formato da Alice Cooper, Joe Perry e Johnny Depp in onore del The Hollywood Vampires, un club per rockstar fondato da Alice Cooper negli anni settanta. La band ha pubblicato il suo album di debutto, Hollywood Vampires con la partecipazione di ospiti come Paul McCartney, Dave Grohl, Joe Walsh, Slash, Brian Johnson, Christopher Lee e tanti altri.

## Origini
Inizialmente intitolato The Hollywood Vampires composto principalmente da Alice Cooper, Keith Moon, Ringo Starr, Micky Dolenz e Harry Nilsson con membri aggiuntivi tra cui John Lennon. La missione dei The Hollywood Vampires era di bere fino a quando qualcuno cedeva. Cooper parla più in dettaglio dell'incarnazione dei vampiri di Rainbow Bar nella video biografia del 1991 Prime Cuts.

## Spettacoli dal vivo

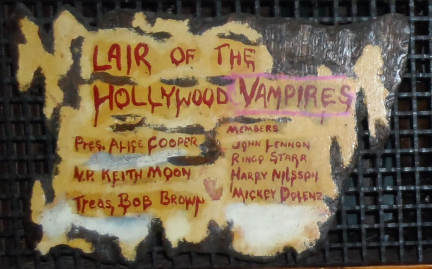
Una targa al Rainbow Bar and Grill a West Hollywood che onora i The Hollywood Vampires

Le esecuzioni dal vivo del gruppo si sono svolte al Roxy Theater (West Hollywood) di Los Angeles tra il 16 e il 17 settembre 2015. I tre membri principali sono stati accompagnati dal bassista Duff McKagan, dal batterista Matt Sorum, dal chitarrista Tommy Henriksen e da Bruce Witkin su tastiera e chitarra. Gli interpreti ospiti di entrambe le serate sono stati Tom Morello, Geezer Butler, Perry Farrell, Zak Starkey e Kesha e Marilyn Manson ospiti della seconda notte. La settimana successiva, il gruppo ha suonato in Brasile al Rock in Rio Festival il 24 settembre 2015. Gli artisti ospiti erano Arthur Brown, Lzzy Hale, Zak Starkey e Andreas Kisser.
Nel febbraio 2016, il gruppo si è esibito alla cerimonia del Grammy Award in omaggio a Lemmy, che era morto alla fine del 2015. Il gruppo ha anche annunciato il loro primo tour di concerti, che è iniziato al Turning Stone Resort & Casino il 24 maggio. Il gruppo è stato programmato per fare la loro prima apparizione televisiva a tarda notte al The Late Show con Stephen Colbert in data 11 luglio 2016; tuttavia, il chitarrista e cofondatore Perry è crollato sul palco durante un'esibizione il 10 luglio. La band ha continuato a esibirsi senza Perry prima del suo ritorno al tour il 22 luglio. Il gruppo ha fatto la sua prima apparizione televisiva a tarda notte al Jimmy Kimmel Live! il 19 giugno 2019.

## Formazione

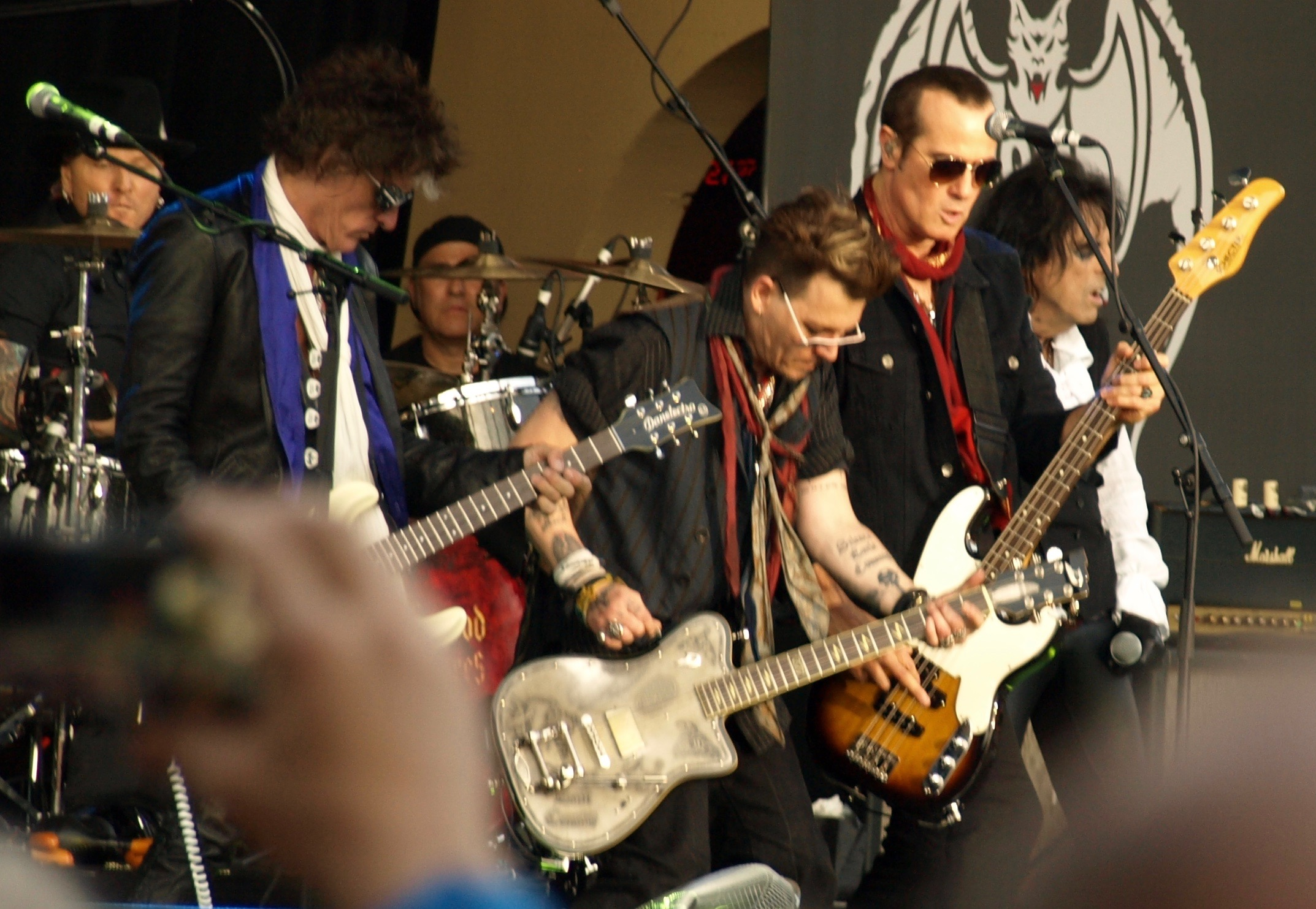
Gli Hollywood Vampires si esibiscono a Gröna Lund, Stoccolma il 30 maggio 2016

### Formazione attuale
- Alice Cooper – voce, cori, armonica (2015-oggi)
- Johnny Depp – chitarra slide, ritmica e solista, cori, tastiere (2015-oggi)
- Joe Perry – chitarra solista e ritmica, voce, cori (2015-oggi)

### Musicisti in tour
- Glen Sobel – batteria (2017-oggi)
- Tommy Henriksen – chitarra ritmica e solista, tastiere, cori (2015-oggi)
- Chris Wyse – basso, cori (2018-oggi)
- Buck Johnson – tastiere, chitarra ritmica e solista, cori (2018-oggi)
- Matt Sorum – batteria, voce, cori (2015-2017)
- Bruce Witkin – tastiere, chitarra ritmica e solista, percussioni, voce, cori (2015-2017)
- Duff McKagan – basso, cori (2015-2016)
- Robert DeLeo – basso, cori (2016-2017)
- Kesha – voce, cori (2015)
- Lzzy Hale – voce, cori, chitarra ritmica e solista (2015)
- Brad Whitford – chitarra ritmica e solista (2017)

### Musicisti in studio
- Tommy Henriksen – tastiere, chitarra ritmica e solista, cori (2015-oggi)
- Bruce Witkin – basso, tastiere, chitarra ritmica e solista (2015-2017)
- Glen Sobel – batteria  (2015-oggi)

## Discografia
- 2015 – Hollywood Vampires
- 2019 – Rise
- 2023 - Live Rock in Rio